# جون مايكل بيشوب
جون مايكل بيشوب(بالإنجليزية: John Michael Bishop)‏ ـ (ولد في 22 فبراير 1936) عالم أحياء دقيقة ومناعة أمريكي. حصل على جائزة نوبل في الطب عام 1989 مناصفة مع مواطنه هارولد فرموس. يعمل حالياً أستاذاً بجامعة كاليفورنيا في سان فرانسيسكو.

## نشأته وتعليمه
ولد بيشوب في ولاية بنسلفانيا، ودرس بكلية غيتيسبيرغ (بالإنجليزية: Gettysburg College)‏، وكان متفوقاً في دراسته، ثم حصل على درجته الطبية من جامعة هارفارد سنة 1962.

## حياته العملية والأكاديمية
بدأ بيشوب العمل في المعهد الوطني للأرجية والأمراض المعدية، وهو أحد معاهد الصحة الوطنية الأمريكية، ثم عمل عاماً بمعهد هاينريش-بيته في هامبورغ بألمانيا، ثم التحق بالعمل بجامعة كاليفورنيا في سان فرانسيسكو سنة 1968، وظل يعمل بهذه الجامعة حتى اليوم، كما عمل مستشاراً للجامعة من سنة 1989 إلى سنة 2009.

## أبحاثه التي استحق بها جائزة نوبل
يعرف بيشوب بأبحاثه التي أجراها عن الجينات الورمية التي تحدثها الفيروسات القهقرية بالاشتراك مع هارولد فرموس. ففي ثمانينيات القرن العشرين اكتشف بيشوب أول جين ورمي بشري (يسمى c-Src) وأدى هذا الاكتشاف إلى تعزيز الفهم العلمي لكيفية حدوث الأورام السرطانية نتيجة تحولات تطرأ على الجينات السليمة للخلية، ويمكن أن تحدث هذه التغيرات بفعل فيروسات أو إشعاع أو التعرض لبعض الكيماويات.

## من مؤلفاته
في سنة 2003 نشر بيشوب كتاباً بعنوان "كيف تفوز بجائزة نوبل: حياة غير متوقعة في العلوم"

## الجوائز
- جائزة ألفرد سلون (بالإنجليزية: Alfred P. Sloan Prize)‏ ـ (1984).[25]
- جائزة نوبل في الطب (1989).
- الوسام الوطني للعلوم (2003)[21]

## روابط خارجية
- جون مايكل بيشوب على موقع الموسوعة البريطانية (الإنجليزية)
- جون مايكل بيشوب على موقع مونزينجر (الألمانية)
- جون مايكل بيشوب على موقع إن إن دي بي (الإنجليزية)